# Australian Open de 2010
O Australian Open de 2010 foi um torneio de tênis disputado nas quadras duras do Melbourne Park, em Melbourne, na Austrália, entre 18 e 31 de janeiro. Corresponde à 42ª edição da era aberta e à 98ª de todos os tempos.
Na competição de simples, Rafael Nadal e Serena Williams eram os atuais campeões. Williams foi capaz de conservar o seu título em uma vitória sobre Justine Henin por 6-4, 3-6, e 6-2 na final, enquanto Nadal desistiu nas quartas-de-final contra Andy Murray por uma lesão no joelho. Roger Federer foi o campeão, derrotando o finalista Andy Murray em três sets por 6-3, 6-4, 7-6 (13-11).
Na torneio de duplas, os campeões de 2009 mantiveram seus títulos, Bob e Mike Bryan nas duplas masculinas e Serena e Venus Williams em duplas femininas. Em duplas mistas, Cara Black e Leander Paes vanceram o título.

## Hit for Haiti

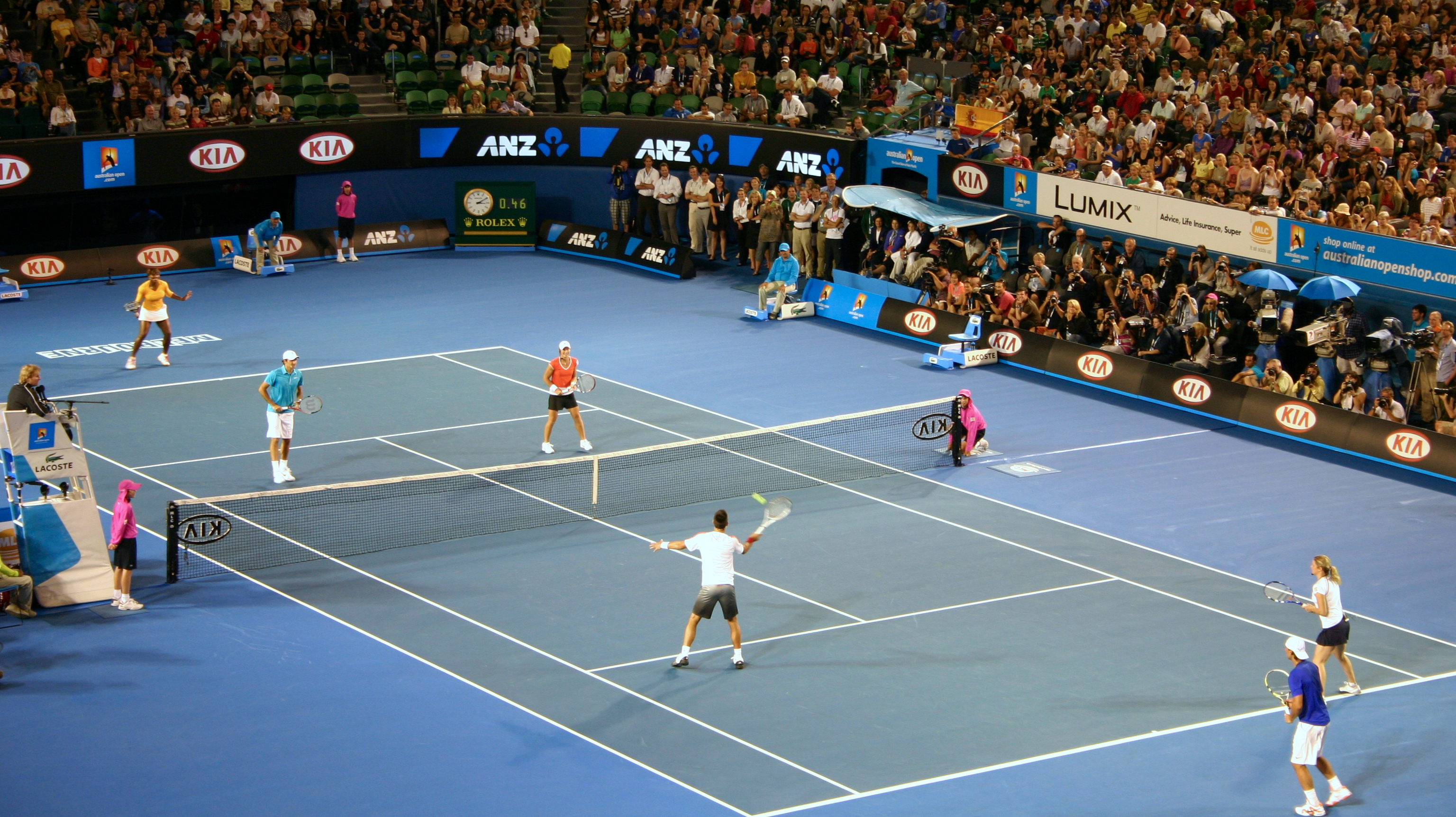
Trios jogando durante o "Hit for Haiti"

Um dia antes do torneio, uma partida beneficente chamada Hit for Haiti foi realizada para arrecadar fundos para ajudar as vítimas do Sismo do Haiti de 2010. O evento foi proposto por Roger Federer e foi organizado em menos de 24 horas. Foi realizado na Rod Laver Arena e durou cerca de 90 minutos, o custo de bilhetes foi de dez dólares australianos e passe livre para crianças com idade abaixo de 12 anos. Participaram do evento 9 jogadores, em dois times (nomeados com as cores da Bandeira do Haiti). O time vermelho era formado por Federer, Serena Williams, Lleyton Hewitt, e Samantha Stosur, e o time azul formado por Rafael Nadal, Novak Djokovic, Andy Roddick, Kim Clijsters, e o substituto Bernard Tomic. O ex-jogador e atual analista de TV Jim Courier atuou como juiz de cadeira. Os jogadores usavam microfones durante o jogo, para comentar suas jogadas, e competiram em duplas, duplas mistas, e outras combinações. O time vermelho venceu a equipe azul, por 7-6. Doações adicionais foram solicitadas no evento, e vários outros jogadores, incluindo Marcos Baghdatis e Maria Sharapova doaram dinheiro diretamente. Uma contagem inicial estimou pelo menos $ 159 000 dólares australianos levantados, mas relatórios posteriores confirmaram o valor em torno de US $ 400 000.

## Cabeças de chave

### Simples

#### Masculino
1. Roger Federer (Campeão)
2. Rafael Nadal (Quartas de Final)
3. Novak Djokovic (Quartas de Final)
4. Juan Martín del Potro (4ª Fase)
5. Andy Murray (Vice-campeão)
6. Nikolay Davydenko (Quartas de final)
7. Andy Roddick (Quartas de final)
8. Robin Söderling (1ª Fase)
9. Fernando Verdasco (4ª Fase)
10. Jo-Wilfried Tsonga (Semifinais)
11. Fernando González (4ª Fase)
12. Gaël Monfils (3ª fase)
13. Radek Štěpánek (1ª fase)
14. Marin Čilić (Semifinais)
15. Gilles Simon Desistiu
16. Tommy Robredo (1ª Fase)
17. David Ferrer (2ª fase)
18. Tommy Haas (3ª Fase)
19. Stanislas Wawrinka (3ª Fase)
20. Mikhail Youzhny (3ª Fase)
21. Tomáš Berdych (2ª Fase)
22. Lleyton Hewitt (4ª Fase)
23. Juan Carlos Ferrero (1ª Fase)
24. Ivan Ljubičić (3ª Fase)
25. Sam Querrey (1ª Fase)
26. Nicolás Almagro (4ª Fase)
27. Philipp Kohlschreiber (3ª Fase)
28. Jürgen Melzer (1ª Fase)
29. Viktor Troicki (2ª Fase)
30. Juan Mónaco (3ª Fase)
31. Albert Montañés (3ª Fase)
32. Jérémy Chardy (1ª Fase)
33. John Isner (4ª Fase)

#### Feminino
1. Serena Williams (Campeã)
2. Dinara Safina (4ª Fase)
3. Svetlana Kuznetsova (4ª Fase)
4. Caroline Wozniacki (4ª Fase)
5. Elena Dementieva (2ª Fase)
6. Venus Williams (Quartas de final)
7. Victoria Azarenka (Quartas de final)
8. Jelena Janković (3ª Fase)
9. Vera Zvonareva (4ª Fase)
10. Agnieszka Radwańska (3ª Fase)
11. Marion Bartoli (3ª Fase)
12. Flavia Pennetta (2ª Fase)
13. Samantha Stosur (4ª Fase)
14. Maria Sharapova (1ª Fase)
15. Kim Clijsters (3ª Fase)
16. Li Na (Semifinais)
17. Francesca Schiavone (4ª fase)
18. Virginie Razzano (1ª fase)
19. Nadia Petrova (Quartas de final)
20. Ana Ivanović (2ª Fase)
21. Sabine Lisicki (2ª Fase)
22. Daniela Hantuchová (3ª Fase)
23. Dominika Cibulková (1ª Fase)
24. María José Martínez (2ª Fase)
25. Anabel Medina (1ª Fase)
26. Aravane Rezaï (2ª Fase)
27. Alisa Kleybanova (3ª Fase)
28. Elena Vesnina (1ª Fase)
29. Shahar Pe'er (3ª Fase)
30. Kateryna Bondarenko (2ª Fase)
31. Alona Bondarenko (4ª Fase)
32. Carla Suárez (3ª Fase)

## Eliminações em simples

### Masculino
| Campeão                          | Campeão                 | Vice-campeão     | Vice-campeão         |
| -------------------------------- | ----------------------- | ---------------- | -------------------- |
| Roger Federer (1)                | Roger Federer (1)       | Andy Murray (5)  | Andy Murray (5)      |
| Perdedores das Semi-finais       |                         |                  |                      |
| Jo-Wilfried Tsonga (10)          | Jo-Wilfried Tsonga (10) | Marin Čilić (14) | Marin Čilić (14)     |
| Perdedores das Quartas-de-finais |                         |                  |                      |
| N Davydenko (6)                  | N Djokovic (3)          | A Roddick (7)    | R Nadal (2)          |
| Perdedores das 4ª fase           |                         |                  |                      |
| L Hewitt (22)                    | F Verdasco (9)          | Ł Kubot          | N Almagro (26)       |
| F González (11)                  | JM del Potro (4)        | J Isner (33)     | I Karlović           |
| Perdedores das 3ª fase           |                         |                  |                      |
| A Montañés (31)                  | M Baghdatis             | S Koubek         | J Mónaco (30)        |
| D Istomin                        | M Youzhny (20)          | T Haas (18)      | A Falla              |
| F López                          | E Korolev               | S Wawrinka (19)  | F Mayer              |
| F Serra                          | G Monfils (12)          | I Ljubičić (24)  | P Kohlschreiber (27) |
| Perdedores das 2ª fase           |                         |                  |                      |
| V Hănescu                        | S Robert                | D Young          | D Ferrer (17)        |
| I Sergeyev                       | I Dodig                 | M Llodra         | I Marchenko          |
| M Chiudinelli                    | M Berrer                | J Hájek          | S Giraldo            |
| T Dent                           | J Tipsarević            | B Becker         | M Granollers         |
| T Bellucci                       | R Schüttler             | T Berdych (21)   | M İlhan              |
| B Tomic                          | I Kunitsyn              | V Troicki (29)   | J Blake              |
| M Gicquel                        | J Nieminen              | L Sorensen       | A Veić               |
| J Benneteau                      | A Golubev               | W Odesnik        | L Lacko              |
| Perdedores das 1ª fase           |                         |                  |                      |
| I Andreev                        | JI Chela                | P Starace        | Ó Hernández          |
| R Hocevar                        | C Rochus                | P Lorenzi        | F Gil                |
| C Ball                           | D Sela                  | R Ram            | JC Ferrero (23)      |
| E Gulbis                         | M Vassallo Argüello     | C Moyá           | D Kindlmann          |
| D Gimeno-Traver                  | M Matosevic             | K Vliegen        | J Chardy             |
| R Gasquet                        | R Ginepri               | M Zverev         | T Robredo (16)       |
| S Stakhovsky                     | F Fognini               | R Harrison       | S Greul              |
| X Malisse                        | G Žemlja                | M Daniel         | R Söderling (8)      |
| T de Bakker                      | T Gabashvili            | P Cuevas         | S Querrey (25)       |
| R Haase                          | D Brands                | S Grosjean       | O Rochus             |
| F Santoro                        | G Rufin                 | J Acasuso        | G García-López       |
| N Lapentti                       | P Petzschner            | A Clément        | M Russell            |
| K Anderson                       | S Bolelli               | N Lindahl        | J Melzer (28)        |
| A Seppi                          | Y-h Lu                  | D Köllerer       | M Ebden              |
| R Štěpánek (13)                  | D Guez                  | M Fish           | J Kubler             |
| H Zeballos                       | B Kavčič                | L Mayer          | P Luczak             |

### Feminino
| Campeã                           | Campeã              | Vice-campeã              | Vice-campeã          |
| -------------------------------- | ------------------- | ------------------------ | -------------------- |
| Serena Williams (1)              | Serena Williams (1) | Justine Henin            | Justine Henin        |
| Perdedoras das Semi-finais       |                     |                          |                      |
| Li Na (16)                       | Li Na (16)          | Zheng Jie                | Zheng Jie            |
| Perdedoras das Quartas-de-finais |                     |                          |                      |
| V Azarenka (7)                   | V Williams (6)      | N Petrova (19)           | M Kirilenko          |
| Perdedoras das 4ªfase            |                     |                          |                      |
| S Stosur (13)                    | V Zvonareva (9)     | C Wozniacki (4)          | F Schiavone (17)     |
| Y Wickmayer                      | S Kuznetsova (3)    | A Bondarenko (31)        | D Safina (2)         |
| Perdedoras das 3ªfase            |                     |                          |                      |
| C Suárez Navarro (32)            | A Brianti           | G Dulko                  | T Garbin             |
| S Pe'er (29)                     | D Hantuchová (22)   | A Radwańska (10)         | C Dellacqua          |
| A Kleybanova (27)                | S Errani            | K Clijsters (15)         | A Kerber             |
| J Janković (8)                   | M Bartoli (11)      | R Vinci                  | E Baltacha           |
| Perdedoras das 2ªfase            |                     |                          |                      |
| P Kvitová                        | A Petkovic          | S Lisicki (21)           | K Barrois            |
| I Benešová                       | A Ivanović (20)     | Y Shvedova               | S Vögele             |
| J Görges                         | T Pironkova         | S Arvidsson              | Á Szávay             |
| A Kudryavtseva                   | J Coin              | K Šprem                  | S Bammer             |
| E Dementieva (5)                 | S Cîrstea           | E Makarova               | F Pennetta (12)      |
| T Tanasugarn                     | K Kanepi            | A Rezaï (26)             | A Pavlyuchenkova     |
| K O'Brien                        | P Hercog            | MJ Martínez Sánchez (24) | S Záhlavová          |
| Y Meusburger                     | V King              | K Bondarenko (30)        | B Záhlavová-Strýcová |
| Perdedoras das 1ªfase            |                     |                          |                      |
| U Radwańska                      | J Craybas           | R Voráčová               | A Morita             |
| P Martić                         | V Lepchenko         | A Amanmuradova           | X Han                |
| K Kučová                         | K-c Chang           | Z Kučová                 | S Perry              |
| E Vesnina (28)                   | K Date Krumm        | M Czink                  | S Cohen-Aloro        |
| A Wozniak                        | T Paszek            | G Voskoboeva             | L Hradecká           |
| V Kutuzova                       | J Groth             | S Dubois                 | M Erakovic           |
| T Malek                          | M Oudin             | A Molik                  | A Cornet             |
| A Medina Garrigues (25)          | A Yakimova          | A Parra Santonja         | L Šafářová           |
| V Dushevina                      | K Flipkens          | O Rogowska               | J Dokić              |
| V Razzano (18)                   | K Zakopalová        | A Dulgheru               | A Chakvetadze        |
| V Tétreault                      | S Karatantcheva     | Y-j Chan                 | E Gallovits          |
| S Mirza                          | O Govortsova        | A Sevastova              | A Rodionova          |
| M Niculescu                      | P Mayr              | Y Fedak                  | K Wörle              |
| Y Rodina                         | S Peng              | C Vandeweghe             | R de los Ríos        |
| M Sharapova (14)                 | T Bacsinszky        | A-L Grönefeld            | D Cibulková (23)     |
| IR Olaru                         | P Parmentier        | R Kulikova               | M Rybáriková         |

## Finais

### Profissional
| Categoria | Evento    | Campeã(s)(o/ões)               | Vice-campeã(s)(o/ões)                | Resultado       | Chave(s)  | Chave(s)       |
| --------- | --------- | ------------------------------ | ------------------------------------ | --------------- | --------- | -------------- |
| Simples   | Masculino | Roger Federer                  | Andy Murray                          | 6–3, 6–4, 7–611 | principal | qualificatório |
| Simples   | Feminino  | Serena Williams                | Justine Henin                        | 6–4, 4–6, 6–2   | principal | qualificatório |
| Duplas    | Masculino | Bob Bryan Mike Bryan           | Daniel Nestor Nenad Zimonjić         | 6–3, 56–7, 6–3  | principal | principal      |
| Duplas    | Feminino  | Serena Williams Venus Williams | Cara Black Liezel Huber              | 6–4, 6–3        | principal | principal      |
| Duplas    | Misto     | Cara Black Leander Paes        | Ekaterina Makarova Jaroslav Levinsky | 7–5, 6–3        | principal | principal      |

### Juvenil
| Categoria | Evento    | Campeã(s)(o/ões)               | Vice-campeã(s)(o/ões)          | Resultado | Chave(s)  | Chave(s)       |
| --------- | --------- | ------------------------------ | ------------------------------ | --------- | --------- | -------------- |
| Simples   | Masculino | Tiago Fernandes                | Sean Berman                    | 7–5, 6–3  | principal | qualificatório |
| Simples   | Feminino  | Karolína Plíšková              | Laura Robson                   | 6–1, 7–65 | principal | qualificatório |
| Duplas    | Masculino | Justin Eleveld Jannick Lupescu | Kevin Krawietz Dominik Schulz  | 6–4, 6–4  | principal | principal      |
| Duplas    | Feminino  | Jana Čepelová Chantal Škamlová | Tímea Babos Gabriela Dabrowski | 7–61, 6–2 | principal | principal      |

### Cadeirante
| Categoria | Evento       | Campeã(s)(o/ões)                   | Vice-campeã(s)(o/ões)            | Resultado      | Chave     |
| --------- | ------------ | ---------------------------------- | -------------------------------- | -------------- | --------- |
| Simples   | Masculino    | Shingo Kunieda                     | Stéphane Houdet                  | 7–63, 2–6, 7–5 | principal |
| Simples   | Feminino     | Korie Homan                        | Florence Gravellier              | 6–2, 6–2       | principal |
| Simples   | Tetraplégico | Peter Norfolk                      | David Wagner                     | 6–2, 7–64      | principal |
| Duplas    | Masculino    | Stéphane Houdet Shingo Kunieda     | Robin Ammerlaan Maikel Scheffers | 6–2, 6–2       | principal |
| Duplas    | Feminino     | Florence Gravellier Aniek van Koot | Daniela Di Toro Lucy Shuker      | 6–3, 7–62      | principal |
| Duplas    | Tetraplégico | Nicholas Taylor David Wagner       | Johan Andersson Peter Norfolk    | 6–2, 7–65      | principal |